# I Wanna (Marie N)
I Wanna, ook bekend als I Wonna, is het winnende lied op het Eurovisie Songfestival 2002. Het nummer werd gezongen door Marie N, die Letland vertegenwoordigde. Het nummer is geschreven door Marija Naumova en Marats Samauskis en werd in 2002 als single uitgebracht.

## Optreden op het Eurovisiesongfestifal
Het lied is vooral beroemd om het optreden van Marie N. Ze begon het liedje met een wit pak en een witte hoed die ze aan had, die werd uitgekleed door twee van haar dansers. Terwijl het lied speelde, trokken andere dansers haar colbert en haar donkere overhemd uit, waardoor de bovenkant van een rood-roze jurk zichtbaar werd. Haar broek werd vervolgens uitgekleed, waardoor de onderste helft van de korte jurk zichtbaar werd. Op de laatste tel van het nummer werd de onderkant van haar jurk losgetrokken, waardoor de jurk veel langer werd.

## Inhoud van het lied
Deze visuele uitvoering werd gecombineerd met een salsa-achtige beat, met verschillende tempo's die steeds vrolijker werden tijdens het liedje.
De teksten zijn relatief eenvoudig, waarmee de zangeres wil laten zien dat ook eenvoudige liedjes een groot succes kunnen worden.